# Liga Profesional Femenina de Fútbol 2017 (Colombia)
La Liga Profesional Femenina 2017 (oficialmente y por motivos de patrocinio, Liga Águila Femenina 2017) fue la primera (1a) edición de la Liga Profesional Femenina de Fútbol de Colombia.
En total participaron 18 clubes de distintas regiones del país.
Santa Fe se proclamó campeón por primera vez en su historia al derrotar al Atlético Huila 2 a 1 en la primera final, y 1 a 0 en la segunda. De este modo se clasificó a la Copa Libertadores Femenina 2017 como representante de Colombia y a la Copa Dimayor-LaLiga Women
La goleadora fue Manuela González de Atlético Bucaramanga con 13 goles.

## Sistema de juego
|              |              | Sistema de juego | Cantidad de equipos | Fechas         |
| ------------ | ------------ | --- | ------------------- | -------------- |
| Primera fase | Primera fase | - Sistema de liga (partidos de ida y vuelta) dividido en 3 grupos regionales de seis equipos cada uno, de cada grupo avanza el primero y segundo mejor ubicado, además de los dos mejores terceros. | 18 equipos          | Febrero a mayo |
| Fase final   | Fase final   | - fases de eliminación directa hasta lograr dos equipos | 8 equipos           | Mayo a junio   |
| Gran final   | Gran final   | - Los 2 equipos vencedores de la fase anterior juegan una "gran final" en partidos de ida y vuelta por el campeonato.                                                                               | 2 equipos           | Junio          |

Nota: Existe una tabla de reclasificación en donde se lleva a cabo la sumatoria de puntos de los clubes en todos los partidos de los dos torneos de primera división (incluyendo play-offs).
El campeonato se disputó con una primera fase en la que los 18 equipos participantes estarán divididos en tres grupos de seis equipos cada uno, con partidos a ida y vuelta en formato todos contra todos en cada hexagonal, dando como resultado diez fechas a disputarse. De cada grupo avanzarán el primero y segundo mejor ubicado, además de los dos mejores terceros.
Una vez disputada la fase de grupos, los ocho equipos que avanzaron jugaron fases de eliminación directa, desde cuartos de final hasta la final (que definió al campeón del torneo) con partidos a ida y vuelta.
El 24 de junio se jugó la final del torneo (en partido de ida y vuelta); el equipo que quedó ganador del torneo, clasificó a la «Copa Libertadores Femenina 2017». Además, se medirá con el campeón de la Primera División Femenina de España.

## Equipos participantes

### Datos de los clubes
| Equipo               | Ciudad            | Estadio                   | Aforo   |
| -------------------- | ----------------- | ------------------------- | ------- |
| Alianza Petrolera    | Barrancabermeja   | Daniel Villa Zapata       | 10.400  |
| América de Cali      | Cali              | Olímpico Pascual Guerrero | 35.405  |
| Atlético Bucaramanga | Bucaramanga       | La Marte                  | 2.000   |
| Atlético Huila       | Neiva             | Guillermo Plazas Alcid    | 25.000* |
| Cortuluá             | Palmira           | Francisco Rivera Escobar  | 9.000*  |
| Cúcuta Deportivo     | Zipaquirá         | Los Zipas                 | 2.000   |
| Deportes Quindío     | Armenia           | Centenario de Armenia     | 20.716  |
| Deportivo Pereira    | Pereira           | Hernán Ramírez Villegas   | 30.297  |
| Deportivo Pasto      | Pasto             | Departamental Libertad    | 25.000  |
| Envigado F. C.       | Envigado          | Polideportivo Sur         | 14.000  |
| Fortaleza CEIF       | Zipaquirá         | Los Zipas                 | 2.000   |
| La Equidad           | Bogotá            | Metropolitano de Techo    | 10.000  |
| Orsomarso            | Palmira           | Francisco Rivera Escobar  | 9.000*  |
| Patriotas Boyacá     | Tunja             | La Independencia          | 20.630  |
| Real Cartagena       | Cartagena         | Estadio Jaime Morón León  | 16.068  |
| Real Santander       | Floridablanca     | Álvaro Gómez Hurtado      | 12.000  |
| Santa Fe             | Bogotá            | Nemesio Camacho El Campín | 36.343. |
| Unión Magdalena      | Carmen de Bolívar | Julia Turbay Samur        | 7.000   |

### Localización
| Valle del Cauca | 3 | América de Cali, Cortuluá y Orsomarso                    | Alianza R. Santander Bucaramanga Cortuluá Envigado Pereira Pasto Huila Real Cartagena Unión Magdalena Cali Patriotas Santa Fe · La Equidad Cun/marca Equipos de Cun/márca: · Cúcuta · Fortaleza Equipos de Cali: · América de Cali · Orsomarso |
| Santander       | 3 | Alianza Petrolera, Atlético Bucaramanga y Real Santander | Alianza R. Santander Bucaramanga Cortuluá Envigado Pereira Pasto Huila Real Cartagena Unión Magdalena Cali Patriotas Santa Fe · La Equidad Cun/marca Equipos de Cun/márca: · Cúcuta · Fortaleza Equipos de Cali: · América de Cali · Orsomarso |
| Bogotá, D. C.   | 2 | La Equidad y Santa Fe                                    | Alianza R. Santander Bucaramanga Cortuluá Envigado Pereira Pasto Huila Real Cartagena Unión Magdalena Cali Patriotas Santa Fe · La Equidad Cun/marca Equipos de Cun/márca: · Cúcuta · Fortaleza Equipos de Cali: · América de Cali · Orsomarso |
| Cundinamarca    | 2 | Cúcuta Deportivo y Fortaleza CEIF                        | Alianza R. Santander Bucaramanga Cortuluá Envigado Pereira Pasto Huila Real Cartagena Unión Magdalena Cali Patriotas Santa Fe · La Equidad Cun/marca Equipos de Cun/márca: · Cúcuta · Fortaleza Equipos de Cali: · América de Cali · Orsomarso |
| Antioquia       | 1 | Envigado F. C.                                           | Alianza R. Santander Bucaramanga Cortuluá Envigado Pereira Pasto Huila Real Cartagena Unión Magdalena Cali Patriotas Santa Fe · La Equidad Cun/marca Equipos de Cun/márca: · Cúcuta · Fortaleza Equipos de Cali: · América de Cali · Orsomarso |
| Bolívar         | 1 | Real Cartagena                                           | Alianza R. Santander Bucaramanga Cortuluá Envigado Pereira Pasto Huila Real Cartagena Unión Magdalena Cali Patriotas Santa Fe · La Equidad Cun/marca Equipos de Cun/márca: · Cúcuta · Fortaleza Equipos de Cali: · América de Cali · Orsomarso |
| Boyacá          | 1 | Patriotas                                                | Alianza R. Santander Bucaramanga Cortuluá Envigado Pereira Pasto Huila Real Cartagena Unión Magdalena Cali Patriotas Santa Fe · La Equidad Cun/marca Equipos de Cun/márca: · Cúcuta · Fortaleza Equipos de Cali: · América de Cali · Orsomarso |
| Huila           | 1 | Atlético Huila                                           | Alianza R. Santander Bucaramanga Cortuluá Envigado Pereira Pasto Huila Real Cartagena Unión Magdalena Cali Patriotas Santa Fe · La Equidad Cun/marca Equipos de Cun/márca: · Cúcuta · Fortaleza Equipos de Cali: · América de Cali · Orsomarso |
| Magdalena       | 1 | Unión Magdalena                                          | Alianza R. Santander Bucaramanga Cortuluá Envigado Pereira Pasto Huila Real Cartagena Unión Magdalena Cali Patriotas Santa Fe · La Equidad Cun/marca Equipos de Cun/márca: · Cúcuta · Fortaleza Equipos de Cali: · América de Cali · Orsomarso |
| Nariño          | 1 | Deportivo Pasto                                          | Alianza R. Santander Bucaramanga Cortuluá Envigado Pereira Pasto Huila Real Cartagena Unión Magdalena Cali Patriotas Santa Fe · La Equidad Cun/marca Equipos de Cun/márca: · Cúcuta · Fortaleza Equipos de Cali: · América de Cali · Orsomarso |
| Quindío         | 1 | Deportes Quindío                                         | Alianza R. Santander Bucaramanga Cortuluá Envigado Pereira Pasto Huila Real Cartagena Unión Magdalena Cali Patriotas Santa Fe · La Equidad Cun/marca Equipos de Cun/márca: · Cúcuta · Fortaleza Equipos de Cali: · América de Cali · Orsomarso |
| Risaralda       | 1 | Deportivo Pereira                                        | Alianza R. Santander Bucaramanga Cortuluá Envigado Pereira Pasto Huila Real Cartagena Unión Magdalena Cali Patriotas Santa Fe · La Equidad Cun/marca Equipos de Cun/márca: · Cúcuta · Fortaleza Equipos de Cali: · América de Cali · Orsomarso |

## Fase de grupos

### Grupo A
| Pos. | Equipos              | PJ | PG | PE | PP | GF | GC | Dif. | Pts. |
| ---- | -------------------- | -- | -- | -- | -- | -- | -- | ---- | ---- |
| 1.   | Envigado F. C.       | 10 | 10 | 0  | 0  | 36 | 3  | 33   | 30   |
| 2.   | Atlético Bucaramanga | 10 | 6  | 0  | 4  | 19 | 11 | 8    | 18   |
| 3.   | Real Cartagena       | 10 | 5  | 1  | 4  | 14 | 12 | 2    | 16   |
| 4.   | Unión Magdalena      | 10 | 5  | 1  | 4  | 13 | 14 | -1   | 16   |
| 5.   | Real Santander       | 10 | 1  | 1  | 8  | 7  | 26 | -19  | 4    |
| 6.   | Alianza Petrolera    | 10 | 1  | 1  | 8  | 10 | 33 | -23  | 4    |

| Primera | Atlético Bucaramanga | 0 : 1 | Envigado F. C.       | Cancha Marte             | 19 de febrero | 10:00 | Sin transmisión |
| Primera | Real Santander       | 0 : 1 | Unión Magdalena      | Álvaro Gómez Hurtado     | 20 de febrero | 14:45 | Sin transmisión |
| Primera | Real Cartagena       | 3 : 1 | Alianza Petrolera    | Jaime Morón León         | 20 de febrero | 17:00 | Sin transmisión |
| Segunda | Unión Magdalena      | 0 : 0 | Real Cartagena       | Julia Turbay Samur       | 25 de febrero | 15:00 | Sin transmisión |
| Segunda | Atlético Bucaramanga | 4 : 0 | Real Santander       | Cancha Marte             | 26 de febrero | 10:00 | Sin transmisión |
| Segunda | Alianza Petrolera    | 1 : 9 | Envigado F. C.       | Daniel Villa Zapata      | 1 de marzo    | 17:00 | Sin transmisión |
| Tercera | Unión Magdalena      | 1 : 0 | Alianza Petrolera    | Julia Turbay Samur       | 4 de marzo    | 15:00 | Sin transmisión |
| Tercera | Envigado F. C.       | 8 : 0 | Real Santander       | Polideportivo Sur        | 4 de marzo    | 17:00 | Sin transmisión |
| Tercera | Real Cartagena       | 2 : 1 | Atlético Bucaramanga | Jaime Morón León         | 6 de marzo    | 15:00 | Sin transmisión |
| Cuarta  | Real Santander       | 1 : 0 | Real Cartagena       | Álvaro Gómez Hurtado     | 11 de marzo   | 09:00 | Sin transmisión |
| Cuarta  | Alianza Petrolera    | 2 : 4 | Atlético Bucaramanga | Daniel Villa Zapata      | 11 de marzo   | 15:00 | Sin transmisión |
| Cuarta  | Envigado F. C.       | 3 : 1 | Unión Magdalena      | Polideportivo Sur        | 11 de marzo   | 16:00 | Sin transmisión |
| Quinta  | Atlético Bucaramanga | 1 : 0 | Unión Magdalena      | Cancha Marte Bucaramanga | 19 de marzo   | 10:00 | Sin transmisión |
| Quinta  | Real Cartagena       | 0 : 2 | Envigado F. C.       | Jaime Morón León         | 19 de marzo   | 13:00 | Sin transmisión |
| Quinta  | Real Santander       | 1 : 1 | Alianza Petrolera    | Álvaro Gómez Hurtado     | 19 de marzo   | 15:00 | Sin transmisión |
| Sexta   | Unión Magdalena      | 2 : 1 | Real Santander       | Julia Turbay Samur       | 1 de abril    | 15:00 | Sin transmisión |
| Sexta   | Envigado F. C.       | 2 : 0 | Atlético Bucaramanga | Polideportivo Sur        | 1 de abril    | 16:00 | Sin transmisión |
| Sexta   | Alianza Petrolera    | 0 : 1 | Real Cartagena       | Daniel Villa Zapata      | 2 de abril    | 16:15 | Sin transmisión |
| Séptima | Real Santander       | 1 : 2 | Atlético Bucaramanga | Álvaro Gómez Hurtado     | 8 de abril    | 10:00 | Sin transmisión |
| Séptima | Envigado F. C.       | 3 : 0 | Alianza Petrolera    | Polideportivo Sur        | 8 de abril    | 13:30 | Win Sports      |
| Séptima | Real Cartagena       | 4 : 1 | Unión Magdalena      | Jaime Morón              | 9 de abril    | 15:30 | Sin transmisión |
| Octava  | Real Santander       | 1 : 2 | Envigado F. C.       | Álvaro Gómez Hurtado     | 15 de abril   | 10:00 | Sin transmisión |
| Octava  | Atlético Bucaramanga | 2 : 1 | Real Cartagena       | Cancha Marte             | 16 de abril   | 10:00 | Sin transmisión |
| Octava  | Alianza Petrolera    | 2 : 5 | Unión Magdalena      | Daniel Villa Zapata      | 1 de mayo     | 16:00 | Sin transmisión |
| Novena  | Unión Magdalena      | 0 : 2 | Envigado F. C.       | Julia Turbay             | 22 de abril   | 15:00 | Sin transmisión |
| Novena  | Atlético Bucaramanga | 4 : 0 | Alianza Petrolera    | Cancha Marte             | 23 de abril   | 10:00 | Sin transmisión |
| Novena  | Real Cartagena       | 3 : 0 | Real Santander       | Jaime Morón              | 23 de abril   | 14:00 | Sin transmisión |
| Décima  | Alianza Petrolera    | 3 : 2 | Real Santander       | Daniel Villa Zapata      | 4 de mayo     | 16:00 | Sin transmisión |
| Décima  | Unión Magdalena      | 2 : 1 | Atlético Bucaramanga | Julia Turbay             | 7 de mayo     | 15:00 | Sin transmisión |
| Décima  | Envigado F. C.       | 4 : 0 | Real Cartagena       | Polideportivo Sur        | 7 de mayo     | 15:00 | Sin transmisión |

### Grupo B
| Pos. | Equipos          | PJ | PG | PE | PP | GF | GC | Dif. | Pts. |
| ---- | ---------------- | -- | -- | -- | -- | -- | -- | ---- | ---- |
| 1.   | Santa Fe         | 10 | 10 | 0  | 0  | 32 | 5  | 27   | 30   |
| 2.   | Cúcuta Deportivo | 10 | 6  | 0  | 4  | 22 | 16 | 6    | 18   |
| 3.   | Atlético Huila   | 10 | 5  | 2  | 3  | 21 | 13 | 8    | 17   |
| 4.   | Patriotas Boyacá | 10 | 2  | 3  | 5  | 11 | 20 | -9   | 9    |
| 5.   | Fortaleza CEIF   | 10 | 2  | 1  | 7  | 8  | 23 | -15  | 7    |
| 6.   | La Equidad       | 10 | 2  | 0  | 8  | 6  | 23 | -17  | 6    |

| Primera | Patriotas        | 1 : 1 | Atlético Huila   | La Independencia       | 18 de febrero | 11:00 | Sin transmisión |
| Primera | Cúcuta Deportivo | 4 : 0 | Fortaleza        | Los Zipas              | 19 de febrero | 12:15 | Sin transmisión |
| Primera | La Equidad       | 0 : 3 | Santa Fe         | El Campín              | 19 de febrero | 12:45 | Win Sports      |
| Segunda | La Equidad       | 0 : 2 | Cúcuta Deportivo | Metropolitano de Techo | 26 de febrero | 10:00 | Sin transmisión |
| Segunda | Santa Fe         | 6 : 0 | Atlético Huila   | El Campín              | 26 de febrero | 10:45 | Win Sports      |
| Segunda | Fortaleza        | 2 : 2 | Patriotas        | Los Zipas              | 26 de febrero | 11:30 | Sin transmisión |
| Tercera | Patriotas        | 1 : 4 | Cúcuta Deportivo | Cacique Tundama        | 3 de marzo    | 14:00 | Sin transmisión |
| Tercera | Santa Fe         | 1 : 0 | Fortaleza        | El Campín              | 4 de marzo    | 15:00 | Sin transmisión |
| Tercera | Atlético Huila   | 1 : 0 | La Equidad       | Guillermo Plazas Alcid | 5 de marzo    | 15:15 | Sin transmisión |
| Cuarta  | Cúcuta Deportivo | 2 : 1 | Atlético Huila   | Los Zipas              | 8 de marzo    | 12:15 | Sin transmisión |
| Cuarta  | Patriotas        | 0 : 4 | Santa Fe         | La Independencia       | 12 de marzo   | 09:30 | Win Sports      |
| Cuarta  | Fortaleza        | 2 : 0 | La Equidad       | Los Zipas              | 12 de marzo   | 11:30 | Sin transmisión |
| Quinta  | Cúcuta Deportivo | 0 : 2 | Santa Fe         | Los Zipas              | 15 de marzo   | 12:15 | Sin transmisión |
| Quinta  | La Equidad       | 1 : 0 | Patriotas        | Metropolitano de Techo | 20 de marzo   | 13:00 | Win Sports      |
| Quinta  | Fortaleza        | 0 : 3 | Atlético Huila   | Los Zipas              | 25 de marzo   | 11:30 | Sin transmisión |
| Sexta   | Atlético Huila   | 0 : 0 | Patriotas        | Guillermo Plazas Alcid | 1 de abril    | 15:15 | Sin transmisión |
| Sexta   | Fortaleza        | 1 : 4 | Cúcuta Deportivo | Los Zipas              | 2 de abril    | 14:00 | Sin transmisión |
| Sexta   | Santa Fe         | 5 : 2 | La Equidad       | El Campín              | 2 de abril    | 14:00 | Sin transmisión |
| Séptima | Atlético Huila   | 1 : 2 | Santa Fe         | Guillermo Plazas Alcid | 8 de abril    | 15:00 | Sin transmisión |
| Séptima | Cúcuta Deportivo | 4 : 0 | La Equidad       | Los Zipas              | 9 de abril    | 11:30 | Sin transmisión |
| Séptima | Patriotas        | 1 : 2 | Fortaleza        | La Independencia       | 9 de abril    | 12:30 | Sin transmisión |
| Octava  | Cúcuta Deportivo | 0 : 2 | Patriotas        | Los Zipas              | 15 de abril   | 15:00 | Sin transmisión |
| Octava  | Fortaleza        | 0 : 2 | Santa Fe         | Los Zipas              | 16 de abril   | 11:30 | Sin transmisión |
| Octava  | La Equidad       | 0 : 3 | Atlético Huila   | Metropolitano de Techo | 16 de abril   | 11:45 | Win Sports      |
| Novena  | Atlético Huila   | 6 : 1 | Cúcuta Deportivo | Guillermo Plazas Alcid | 22 de abril   | 15:00 | Sin transmisión |
| Novena  | Santa Fe         | 4 : 1 | Patriotas        | El Campín              | 23 de abril   | 13:15 | Win Sports      |
| Novena  | La Equidad       | 1 : 0 | Fortaleza        | Metropolitano de Techo | 29 de abril   | 16:30 | Sin transmisión |
| Décima  | Patriotas        | 3 : 2 | La Equidad       | Cacique Tundama        | 6 de mayo     | 11:00 | Sin transmisión |
| Décima  | Santa Fe         | 3 : 1 | Cúcuta Deportivo | El Campín              | 7 de mayo     | 13:15 | Win Sports      |
| Décima  | Atlético Huila   | 5 : 1 | Fortaleza        | Guillermo Plazas Alcid | 7 de mayo     | 15:00 | Sin transmisión |

### Grupo C
| Pos. | Equipos           | PJ | PG | PE | PP | GF | GC | Dif. | Pts. |
| ---- | ----------------- | -- | -- | -- | -- | -- | -- | ---- | ---- |
| 1.   | Orsomarso         | 10 | 8  | 1  | 1  | 22 | 4  | 18   | 25   |
| 2.   | Cortuluá          | 10 | 6  | 2  | 2  | 23 | 8  | 15   | 20   |
| 3.   | América de Cali   | 10 | 5  | 4  | 1  | 24 | 9  | 15   | 19   |
| 4.   | Deportes Quindío  | 10 | 2  | 1  | 7  | 8  | 19 | -11  | 7    |
| 5.   | Deportivo Pereira | 10 | 2  | 1  | 7  | 10 | 27 | -17  | 7    |
| 6.   | Deportivo Pasto   | 10 | 2  | 1  | 7  | 6  | 26 | -20  | 7    |

| Primera | Deportivo Pasto   | 1 : 2 | Cortuluá          | Departamental Libertad    | 17 de febrero | 17:00 | Sin transmisión |
| Primera | Orsomarso         | 2 : 0 | América de Cali   | Francisco Rivera Escobar  | 18 de febrero | 17:30 | Sin transmisión |
| Primera | Deportivo Pereira | 1 : 2 | Deportes Quindío  | Hernán Ramírez Villegas   | 20 de febrero | 15:00 | Sin transmisión |
| Segunda | Deportivo Pereira | 1 : 0 | Deportivo Pasto   | Hernán Ramírez Villegas   | 25 de febrero | 14:15 | Sin transmisión |
| Segunda | América de Cali   | 2 : 2 | Cortuluá          | Olímpico Pascual Guerrero | 26 de febrero | 14:30 | Sin transmisión |
| Segunda | Deportes Quindío  | 0 : 1 | Orsomarso         | Centenario                | 27 de febrero | 16:45 | Sin transmisión |
| Tercera | Deportivo Pasto   | 0 : 5 | Orsomarso         | Departamental Libertad    | 4 de marzo    | 12:15 | Sin transmisión |
| Tercera | América de Cali   | 5 : 0 | Deportes Quindío  | Olímpico Pascual Guerrero | 5 de marzo    | 11:00 | Win Sports      |
| Tercera | Cortuluá          | 4 : 0 | Deportivo Pereira | Francisco Rivera Escobar  | 5 de marzo    | 15:00 | Sin transmisión |
| Cuarta  | Orsomarso         | 1 : 0 | Cortuluá          | Francisco Rivera Escobar  | 12 de marzo   | 15:00 | Sin transmisión |
| Cuarta  | Deportivo Pasto   | 1 : 0 | Deportes Quindío  | Departamental Libertad    | 12 de marzo   | 16:00 | Sin transmisión |
| Cuarta  | Deportivo Pereira | 2 : 4 | América de Cali   | Hernán Ramírez Villegas   | 13 de marzo   | 17:00 | Sin transmisión |
| Quinta  | América de Cali   | 3 : 0 | Deportivo Pasto   | Olímpico Pascual Guerrero | 18 de marzo   | 16:00 | Sin transmisión |
| Quinta  | Deportes Quindío  | 0 : 1 | Cortuluá          | Centenario                | 21 de marzo   | 16:00 | Sin transmisión |
| Quinta  | Deportivo Pereira | 1 : 5 | Orsomarso         | Hernán Ramírez Villegas   | 25 de marzo   | 14:15 | Sin transmisión |
| Sexta   | América de Cali   | 0 : 0 | Orsomarso         | Olímpico Pascual Guerrero | 1 de abril    | 12:00 | Win Sports      |
| Sexta   | Cortuluá          | 7 : 0 | Deportivo Pasto   | Francisco Rivera Escobar  | 1 de abril    | 15:00 | Sin transmisión |
| Sexta   | Deportes Quindío  | 2 : 1 | Deportivo Pereira | Centenario                | 3 de abril    | 16:30 | Sin transmisión |
| Séptima | Orsomarso         | 2 : 0 | Deportes Quindío  | Francisco Rivera Escobar  | 6 de abril    | 15:30 | Sin transmisión |
| Séptima | Cortuluá          | 1 : 1 | América de Cali   | Olímpico Pascual Guerrero | 9 de abril    | 14:45 | Sin transmisión |
| Séptima | Deportivo Pasto   | 1 : 1 | Deportivo Pereira | Departamental Libertad    | 9 de abril    | 22:00 | Sin transmisión |
| Octava  | Orsomarso         | 4 : 1 | Deportivo Pasto   | Francisco Rivera Escobar  | 16 de abril   | 11:45 | Sin transmisión |
| Octava  | Deportes Quindío  | 2 : 2 | América de Cali   | Centenario                | 17 de abril   | 20:00 | Sin transmisión |
| Octava  | Deportivo Pereira | 1 : 3 | Cortuluá          | Hernán Ramírez Villegas   | 20 de abril   | 16:00 | Sin transmisión |
| Novena  | Cortuluá          | 0 : 1 | Orsomarso         | Olímpico Pascual Guerrero | 23 de abril   | 14:00 | Sin transmisión |
| Novena  | Deportes Quindío  | 1 : 2 | Deportivo Pasto   | Centenario                | 24 de abril   | 16:30 | Sin transmisión |
| Novena  | América de Cali   | 5 : 0 | Deportivo Pereira | Olímpico Pascual Guerrero | 30 de abril   | 14:15 | Sin transmisión |
| Décima  | Cortuluá          | 3 : 1 | Deportes Quindío  | Olímpico Pascual Guerrero | 7 de mayo     | 15:00 | Sin transmisión |
| Décima  | Deportivo Pasto   | 0 : 2 | América de Cali   | Departamental Libertad    | 7 de mayo     | 15:00 | Sin transmisión |
| Décima  | Orsomarso         | 1 : 2 | Deportivo Pereira | Francisco Rivera Escobar  | 7 de mayo     | 17:30 | Sin transmisión |

### Mejores terceros
| Pos. | Equipos         | Gr | PJ | PG | PE | PP | GF | GC | DG | Pts |
| ---- | --------------- | -- | -- | -- | -- | -- | -- | -- | -- | --- |
| 1.   | América de Cali | C  | 10 | 5  | 4  | 1  | 24 | 9  | 15 | 19  |
| 2.   | Atlético Huila  | B  | 10 | 5  | 2  | 3  | 21 | 13 | 8  | 17  |
| 3.   | Real Cartagena  | A  | 10 | 5  | 1  | 4  | 14 | 12 | 2  | 16  |

## Fase final

### Cuadro final
|  | Cuartos de final     | Cuartos de final     | Cuartos de final |       |          | Semifinales     | Semifinales     | Semifinales     |  |  | Final            | Final            | Final            |
|  | 21 y 29 de mayo      | 21 y 29 de mayo      | 21 y 29 de mayo  |       |          | 4 y 15 de junio | 4 y 15 de junio | 4 y 15 de junio |  |  | 19 y 24 de junio | 19 y 24 de junio | 19 y 24 de junio |
|  |                      |                      |                  |       |          |                 |                 |                 |  |  |                  |                  |                  |
|  | Santa Fe             | 2                    | 1                |       |          |                 |                 |                 |  |  |                  |                  |                  |
|  | América de Cali      | 1                    | 1                |       |          |                 |                 |                 |  |  |                  |                  |                  |
|  | América de Cali      | 1                    | 1                |       | Santa Fe | 1               | 3               |                 |  |  |                  |                  |                  |
|  |                      |                      |                  |       | Santa Fe | 1               | 3               |                 |  |  |                  |                  |                  |
|  |                      | Atlético Bucaramanga | 0                | 0     |          |                 |                 |                 |  |  |                  |                  |                  |
|  | Orsomarso            | Atlético Bucaramanga | 0                | 0     | 0        | 2               |                 |                 |  |  |                  |                  |                  |
|  | Orsomarso            |                      |                  |       | 0        | 2               |                 |                 |  |  |                  |                  |                  |
|  | Atlético Bucaramanga | 2                    | 1                |       |          |                 |                 |                 |  |  |                  |                  |                  |
|  |                      |                      |                  |       |          |                 |                 |                 |  |  | Santa Fe         | 2                | 1                |
|  |                      |                      | Atlético Huila   | 1     | 0        |                 |                 |                 |  |  |                  |                  |                  |
|  | Cortuluá             | 1                    | 2                |       |          |                 |                 |                 |  |  |                  |                  |                  |
|  | Cúcuta Deportivo     | 0                    | 0                |       |          |                 |                 |                 |  |  |                  |                  |                  |
|  | Cúcuta Deportivo     | 0                    | 0                |       | Cortuluá | 0               | 2 (1)           |                 |  |  |                  |                  |                  |
|  |                      |                      |                  |       | Cortuluá | 0               | 2 (1)           |                 |  |  |                  |                  |                  |
|  |                      | Atlético Huila (p)   | 2                | 0 (3) |          |                 |                 |                 |  |  |                  |                  |                  |
|  | Envigado F. C.       | Atlético Huila (p)   | 2                | 0 (3) | 1        | 2 (2)           |                 |                 |  |  |                  |                  |                  |
|  | Envigado F. C.       |                      |                  |       | 1        | 2 (2)           |                 |                 |  |  |                  |                  |                  |
|  | Atlético Huila (p)   | 2                    | 1 (3)            |       |          |                 |                 |                 |  |  |                  |                  |                  |

- Nota: El equipo ubicado en la primera línea de cada llave es el que ejerce la localía en el partido de vuelta.

### Cuartos de final
| 19 de mayo de 2017, 19:45 Win Sports | América de Cali | 1:2 (1:1) | Santa Fe                 | Estadio Pascual Guerrero, Cali                          |                                                         |
|                                      | Usme 31'        |           | Santos 27' · Salazar 70' | Asistencia: 1000 espectadores Árbitra: Andrea Chavarría | Asistencia: 1000 espectadores Árbitra: Andrea Chavarría |

| 27 de mayo de 2017, 20:15 Win Sports | Santa Fe   | 1:1 (0:1) | América de Cali | Estadio El Campín, Bogotá                                  |                                                            |
|                                      | Altuve 52' |           | Usme 37'        | Asistencia: 8000 espectadores Árbitra: María Victoria Daza | Asistencia: 8000 espectadores Árbitra: María Victoria Daza |

| 21 de mayo de 2017, 10:00 | Atlético Bucaramanga     | 2:0 (0:0) | Orsomarso | Cancha Marte, Bucaramanga                                 |                                                           |
|                           | Durán 52' · González 63' |           |           | Asistencia: 500 espectadores Árbitra: María Victoria Daza | Asistencia: 500 espectadores Árbitra: María Victoria Daza |

| 28 de mayo de 2017, 16:00 | Orsomarso       | 2:1 (1:1) | Atlético Bucaramanga | Estadio Francisco Rivera, Palmira                      |                                                        |
|                           | Caicedo 42' 55' |           | González 28'         | Asistencia: 100 espectadores Árbitra: Andrea Chavarría | Asistencia: 100 espectadores Árbitra: Andrea Chavarría |

| 20 de mayo de 2017, 15:00 | Cúcuta Deportivo | 0:1 (0:0) | Cortuluá | Estadio Los Zipas, Zipaquirá                            |                                                         |
|                           |                  |           | Peña 52' | Asistencia: 2000 espectadores Árbitra: Adriana Granados | Asistencia: 2000 espectadores Árbitra: Adriana Granados |

| 29 de mayo de 2017, 15:00 | Cortuluá                  | 2:0 (1:0) | Cúcuta Deportivo | Estadio Francisco Rivera, Palmira                |                                                  |
|                           | Zambrano 28' · Angulo 57' |           |                  | Asistencia: 1 espectadores Árbitra: Jimena Solís | Asistencia: 1 espectadores Árbitra: Jimena Solís |

| 20 de mayo de 2017, 10:00 Win Sports | Atlético Huila   | 2:1 (1:0) | Envigado F. C. | Estadio Guillermo Plazas Alcid, Neiva                 |                                                       |
|                                      | Peñaloza 45' 76' |           | Montoya 53'    | Asistencia: 300 espectadores Árbitra: Nataly Martínez | Asistencia: 300 espectadores Árbitra: Nataly Martínez |

| 27 de mayo de 2017, 16:00 | Envigado F. C.                                   | 2:1 (0:1) (2:3 p.)         | Atlético Huila                               | Estadio Polideportivo Sur, Envigado                   |                                                       |
|                           | Cuesta 55' · Rosario 80' (a.g.)                  |                            | Torres 28'                                   | Asistencia: 2000 espectadores Árbitra: Fernando Acuña | Asistencia: 2000 espectadores Árbitra: Fernando Acuña |
|                           |                                                  | Tiros desde el punto penal |                                              |                                                       |                                                       |
|                           | Montoya · Vanegas · Botero · Velásquez · Bandrés |                            | Pineda · Rosario · Torres · Pereyra · Solera |                                                       |                                                       |

### Semifinales
| 4 de junio de 2017, 10:00 | Atlético Bucaramanga | 0:1 (0:1) | Santa Fe      | Cancha Marte, Bucaramanga                                 |                                                           |
|                           |                      |           | Herrera 45+3' | Asistencia: 5.000 espectadores Árbitra: Amanda Valenzuela | Asistencia: 5.000 espectadores Árbitra: Amanda Valenzuela |

| 15 de junio 19:45 Win Sports | Santa Fe                              | 3:0 (0:0) | Atlético Bucaramanga | Estadio El Campín, Bogotá                             |                                                       |
|                              | Acosta 59' · Salazar 63' · Santos 76' |           |                      | Asistencia: 8.024 espectadores Árbitra: Viviana Muñoz | Asistencia: 8.024 espectadores Árbitra: Viviana Muñoz |

| 3 de junio de 2017, 09:45 Win Sports | Atlético Huila             | 2:0 (1:0) | Cortuluá | Estadio Guillermo Plazas Alcid, Neiva              |                                                    |
|                                      | Oliveros 34' · Pereyra 65' |           |          | Asistencia: 400 espectadores Árbitra: Diana Blanco | Asistencia: 400 espectadores Árbitra: Diana Blanco |

| 15 de junio 15:00 | Cortuluá                            | 2:0 (1:0) (1:3 p.)         | Atlético Huila                          | Estadio Francisco Rivera, Palmira |                         |
|                   | Restrepo 36' · Prado 78'            |                            |                                         | Árbitra: Yeimy Martínez           | Árbitra: Yeimy Martínez |
|                   |                                     | Tiros desde el punto penal |                                         |                                   |                         |
|                   | Zambrano · Angulo · Restrepo · Ruíz |                            | Pineda · Oliveros · Torres · Canaguacán |                                   |                         |

### Final
| 19 de junio de 2017, 15:15 Win Sports | Atlético Huila | 1:2 (1:1) | Santa Fe                | Estadio Guillermo Plazas Alcid, Neiva |                           |
|                                       | Torres 27'     | Reporte   | Santos 37' · Altuve 90' | Árbitra: Andrea Chavarría             | Árbitra: Andrea Chavarría |

| 24 de junio de 2017, 19:00 Win Sports                             | Santa Fe   | 1:0 (0:0) | Atlético Huila | Estadio El Campín, Bogotá                                    |                                                              |
|                                                                   | Santos 71' |           |                | Asistencia: 33.327 espectadores Árbitra: María Victoria Daza | Asistencia: 33.327 espectadores Árbitra: María Victoria Daza |
| Récord de asistencia en un partido de fútbol femenino Colombiano. |            |           |                |                                                              |                                                              |

|                              |
|                              |
| Campeón Santa Fe 1.er título |

## Estadísticas

### Tabla de reclasificación
| Pos. | Equipos              | PJ | PG | PE | PP | GF | GC | Dif. | Pts. | Rend.  |
| ---- | -------------------- | -- | -- | -- | -- | -- | -- | ---- | ---- | ------ |
| 1.   | Santa Fe             | 16 | 15 | 1  | 0  | 42 | 8  | 34   | 46   | 95,83% |
| 2.   | Atlético Huila       | 16 | 7  | 2  | 7  | 27 | 21 | 6    | 23   | 47,92% |
| 3.   | Cortuluá             | 14 | 9  | 2  | 3  | 28 | 10 | 18   | 29   | 69,05% |
| 4.   | Atlético Bucaramanga | 14 | 7  | 0  | 7  | 22 | 17 | 5    | 21   | 50,00% |
| 5.   | Envigado F. C.       | 12 | 11 | 0  | 1  | 39 | 6  | 33   | 33   | 91,67% |
| 6.   | Orsomarso            | 12 | 9  | 1  | 2  | 24 | 7  | 17   | 28   | 77,78% |
| 7.   | América de Cali      | 12 | 5  | 5  | 2  | 26 | 12 | 14   | 20   | 55,56% |
| 8.   | Cúcuta Deportivo     | 12 | 6  | 0  | 6  | 22 | 19 | 3    | 18   | 50,00% |
| 9.   | Real Cartagena       | 10 | 5  | 1  | 4  | 14 | 12 | 2    | 16   | 53,33% |
| 10.  | Unión Magdalena      | 10 | 5  | 1  | 4  | 13 | 14 | -1   | 16   | 53,33% |
| 11.  | Patriotas            | 10 | 2  | 3  | 5  | 11 | 20 | -9   | 9    | 30,00% |
| 12.  | Deportes Quindío     | 10 | 2  | 1  | 7  | 8  | 19 | -11  | 7    | 23,33% |
| 13.  | Fortaleza CEIF       | 10 | 2  | 1  | 3  | 8  | 23 | -15  | 7    | 23,33% |
| 14.  | Deportivo Pereira    | 10 | 2  | 1  | 7  | 10 | 27 | -17  | 7    | 23,33% |
| 15.  | Deportivo Pasto      | 10 | 2  | 1  | 7  | 6  | 26 | -20  | 7    | 23,33% |
| 16.  | La Equidad           | 10 | 2  | 0  | 8  | 6  | 23 | -17  | 6    | 20,00% |
| 17.  | Real Santander       | 10 | 1  | 1  | 8  | 7  | 26 | -19  | 4    | 13,33% |
| 18.  | Alianza Petrolera    | 10 | 1  | 1  | 8  | 10 | 33 | -23  | 4    | 13,33% |

|  |                                                               |
|  | Campeón (clasificado para la Copa Libertadores Femenina 2017) |
|  | Subcampeón                                                    |
|  | Eliminados en semifinales                                     |
|  | Eliminados en cuartos de final                                |
|  | Eliminados en fase de grupos                                  |

### Goleadoras
| Manuela González                            | Atlético Bucaramanga | 13 | 12 | 1,08 |
| Oriana Altuve                               | Santa Fe             | 12 | 15 | 0,80 |
| Daniela Montoya                             | Envigado F. C.       | 11 | 12 | 0,92 |
| Leicy Santos                                | Santa Fe             | 11 | 16 | 0,69 |
| Karen Páez                                  | Cúcuta Deportivo     | 10 | 12 | 0,83 |
| Catalina Usme                               | América de Cali      | 10 | 12 | 0,83 |
| Karla Torres                                | Atlético Huila       | 8  | 15 | 0,53 |
| Cinthia Zarabia                             | Unión Magdalena      | 7  | 10 | 0,70 |
| Jennifer Peñaloza                           | Atlético Huila       | 7  | 16 | 0,44 |
| Última actualización: 30 de agosto de 2017. |                      |    |    |      |